# Parti de la Corée créative
Le Parti de la Corée créative (PCC, en coréen : 창조한국당, Changjo Hanguk-dang ) est un parti centriste de Corée du Sud. Il est issu d'une faction du parti Uri menée par Moon Kook-hyun, un homme d'affaires passé à la politique et a été fondé pendant que celui-ci menait campagne pour l'élection présidentielle de 2007. À cette occasion, Moon Kook-hyun finit quatrième avec 5,8 % des voix.
Aux législatives de 2008, le parti n'obtient plus que 2 % des voix, soit 3 sièges à l'assemblée, Moon Kook-hyun étant élu directement dans la circonscription d'Eunpyeong-gu à Séoul. Les autres élus sont Lee Yong-kyeong, un ancien dirigeant de Korea Telecom et Yu Won-il, un militant écologiste de Siheung.
Lors des législatives de 2012, le parti perd tous ces élus et disparaît dans la foulée.

## Programme
Le parti a pour objectif de créer une nouvelle solidarité sociale, d'établir une économie basée sur la connaissance et la créativité, de réduire les tensions militaires dans la péninsule, d'assurer une protection sociale productive, d'instaurer un développement social durable, de financer une éducation publique et substantielle tout au long de la vie, de respecter les droits des minorités, d'assumer la diversité des références culturelles et de renforcer la coopération économique en Asie du Nord-Est.
En 2008, il a fait campagne contre le projet de grand canal coréen.

## Résultats

### Élections législatives
| Année | Voix   | %    | Rang | Élus    |
| ----- | ------ | ---- | ---- | ------- |
| 2008  | 72 803 | 0,42 | 6e   | 3 / 299 |
| 2012  | 3 624  | 0,02 | 11e  | 0 / 300 |